# Зачёт (проверка знаний)

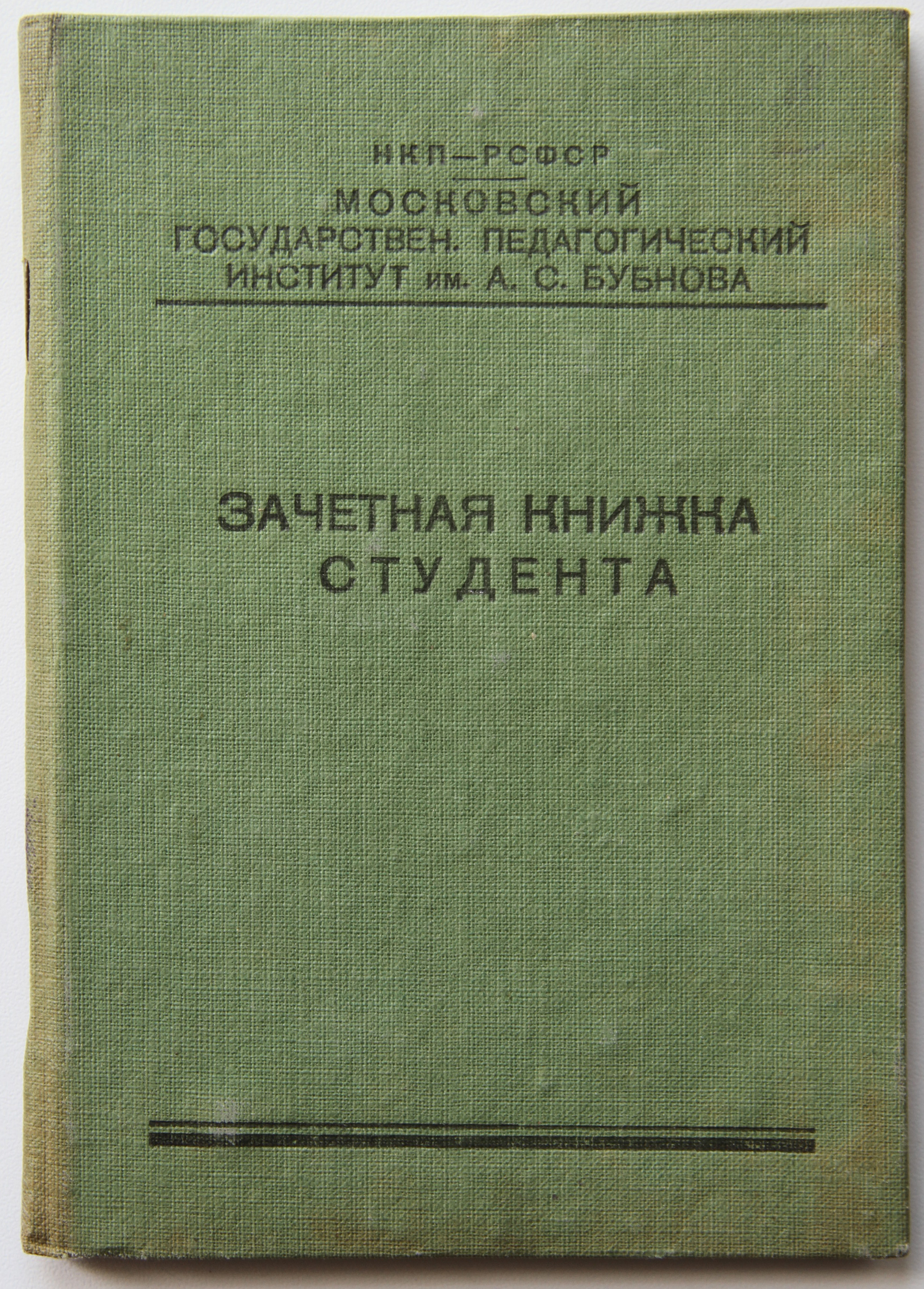
Зачётная книжка советского студента 1930-х гг. (МГПИ имени Бубнова)

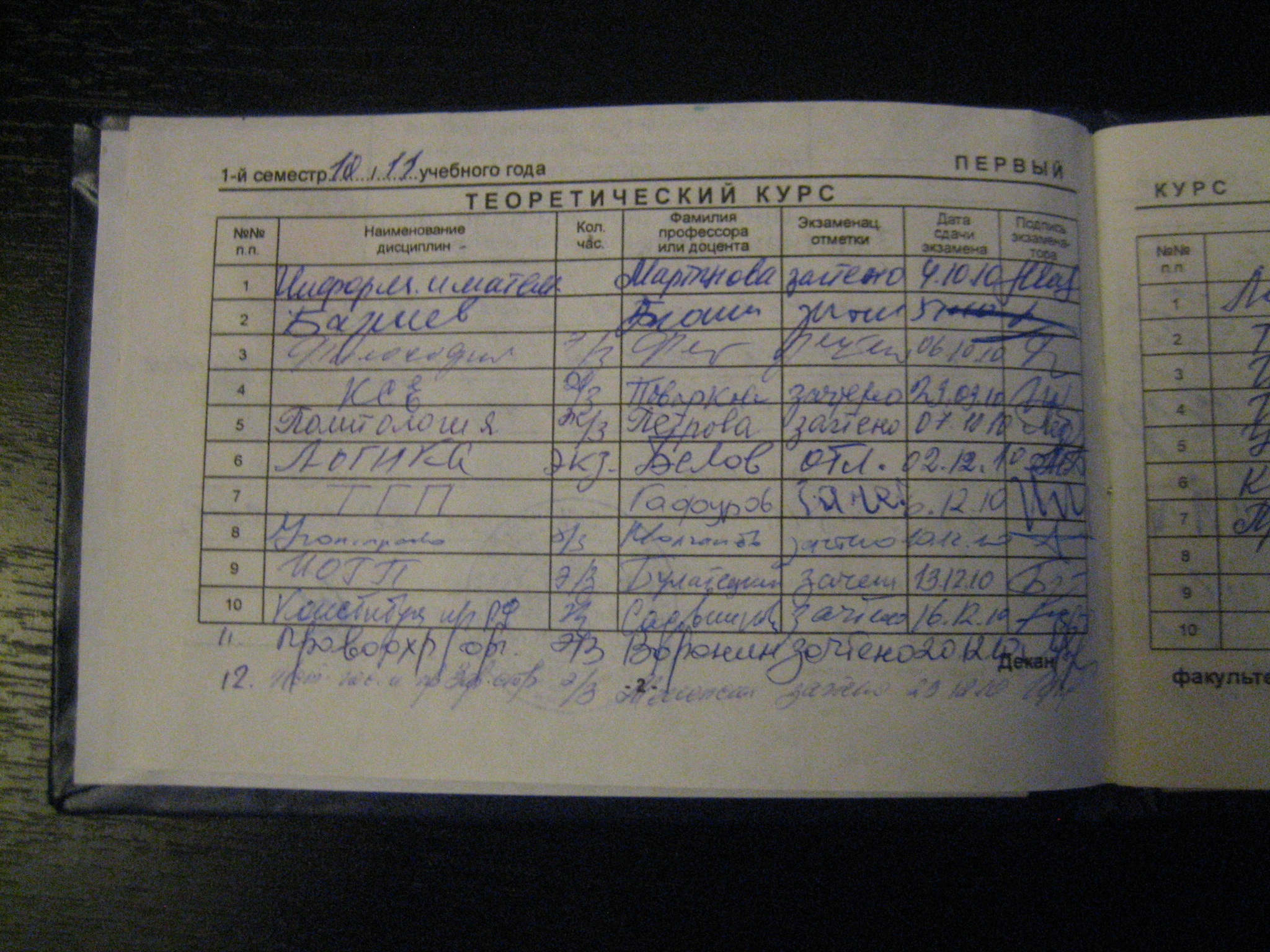
Заполненная страница зачетной книжки студента МГЮА образца 2010 года.

Зачёт — форма проверки знаний обучающихся в вузах и средних профессиональных учебных заведениях (ПТУ, техникумах, колледжах). Вместо применяемого при экзамене выставления отметки, при успешном прохождении зачёта в ведомость и зачётную книжку ставится лишь пометка об успешном прохождении испытания по учебной дисциплине или её разделу (сама такая пометка тоже называется «зачётом»). В ходе зачёта учитывается не только уровень знания теории, но и результаты производственной практики, лабораторных работ, семинаров. В российской системе образования зачёты обычно сдаются в ходе «зачётной сессии», которая проводится перед экзаменационной, в случае несдачи зачётов студенты не допускаются до экзаменов.
В ПТУ, кроме зачёта, проводится и текущий учёт успеваемости.

## История
В Российской империи «зачёты полугодий» были введены Университетским уставом 1884 года, который вообще отменил экзамены, заменив их зачётами под влиянием тогдашней европейской практики (экзамены были сохранены для медиков). Для получения зачёта было достаточно посетить необходимое количество лекций и практических занятий, получить промежуточные оценки и выполнить требуемые работы. После получения восьми зачётов полугодий (десяти для медиков) студент получал право экзамена перед государственной комиссией. Однако уже к 1890 году промежуточные экзамены были введены вновь (вначале только после первого и второго курсов).
Первая зачётная сессия в СССР прошла в конце первого семестра 1932/1933 учебного года и была введена в рамках отказа от бригадно-лабораторного метода обучения и перехода к курсовой системе с целью покончить с бессрочным пребыванием студентов в вузах.